# Circuito de Kotarr
El Circuito de Kotarr también conocido como Circuito de Velocidad Kotarr es un circuito de velocidad tipo corto que se encuentra en Tubilla del Lago. Es el primer circuito de velocidad de toda Castilla y León y fue inaugurado en agosto de 2008.

## Datos Técnicos
- Instalaciones: 140.000 m².
- Longitud máxima: 2.250 metros
- Anchura media: 10 metros
- N.º de trazados: 9
- Homologaciones: Circuito homologado para desarrollar competiciones nacionales e internacionales. Excelentes escapatorias y cumplimiento de la normativa relativa a medidas de seguridad.
- N.º de boxes: 22 individuales, con opción de alquiler fijo. También dispone de 7 boxes de competición.
- Escuela de conducción.
- Otros datos: Único circuito en España que permite conducción en suelo mojado y hielo.[1]

### Trazados
- 2 Cortos, separados en paralelo (Para que al mismo tiempo se pueda compartir el circuito Karts de Alquiler y de Competición por ejemplo).
- 1 largo, adaptado para motociclismo, superkarts, etc. con una recta se pueden llegar a alcanzar velocidades de 250km/h.
- 1 intermedio de Karts, aproximadamente 1500m.
- 1 último trazado largo, alrededor de los 1900m, ideal para los karts más potentes.
- 1 trazado a modo de parque infantil, que puede usarse para minimotos, etc.